# Diversidad sexual en Uruguay
Los derechos de las personas LGBTI en Uruguay se encuentran entre los más liberales del mundo. La actividad sexual entre personas del mismo sexo es legal, se han decretado leyes contra la discriminación y a las personas homosexuales se les permite servir abiertamente en las Fuerzas Armadas. 
Desde 10 de enero de 2008 pueden reconocer legalmente el concubinato entre personas del mismo sexo, situación legal que proporciona la mayor parte de los derechos del matrimonio, y que desde finales de 2009 se reformó para que incluyese el derecho de adopción, convirtiéndose Uruguay en el primer país de Latinoamérica en permitir la adopción de niños por parte de parejas del mismo sexo. Anteriormente, existían casos de adopción legal por parte de individuos homosexuales, quien en algunos casos no revelaba su orientación sexual durante el trámite para evitar un posible rechazo. Dado que la unión no era reconocida, en caso de muerte de su tutor legal, el menor no tenía derecho a permanecer bajo la tutela del otro miembro de la pareja.
El 10 de abril de 2013 la ley de "Matrimonio igualitario" fue aprobada en el parlamento uruguayo. Dicha ley incluía entre otras cláusulas la modificación del artículo 83 del Código Civil, la cual añade la siguiente definición: "El matrimonio civil es la unión permanente, con arreglo a la ley, de dos personas de distinto o igual sexo". El proyecto recibió la firma presidencial el 3 de mayo del mismo año, requiriendo 90 días luego de su promulgación para su entrada en vigencia mediante la reglamentación respectiva.
Según el ranking anual de la Spartacus International Gay Guide, desde 2013 Uruguay ocupa el primer lugar en aceptación social hacia la comunidad LGBTI en América Latina, posicionándose como un potencial destino para el turismo homosexual.

## Ley en relación con la actividad sexual entre personas del mismo sexo
La actividad sexual entre personas del mismo sexo se despenalizó en 1934. Luego, la edad de consentimiento se igualó a los 15 años, independientemente de su orientación sexual y/o de género, sin embargo, la corrupción de personas menores de 18 años está tipificada como delito desde 1994.

## Reconocimiento de relaciones LGBTI
Uruguay fue el primer país latinoamericano en legalizar las uniones civiles en la legislación nacional. En virtud de la legislación, las parejas tendrían que estar juntas al menos cinco años y firmar un registro. Las parejas recibirán beneficios para la salud, los derechos de herencia, crianza de los hijos y las pensiones. La ley fue aprobada en el Parlamento el 30 de noviembre de 2007 tras haber sido aprobada en una forma similar en el Senado a principios de febrero de 2007, el proyecto de ley fue aprobada por ambas cámaras en el mismo foro el 19 de diciembre y firmada como ley por el presidente Tabaré Vázquez, el 27 de diciembre. Entró en vigor desde el 1 de enero de 2008. Tras la aprobación de un proyecto de ley, a las parejas del mismo sexo y del sexo opuesto se les permite contraer una unión civil después de que vivan juntos por lo menos cinco años, y tendrán derecho a obtener algunos de los beneficios que las parejas casadas gozan.
En julio de 2010, los legisladores del Frente Amplio anunciaron la intención de legalizar el matrimonio entre personas del mismo sexo. En 2011, la Ley de Matrimonio Igualitario fue presentada ante el Parlamento y fue aprobada el 10 de abril de 2013 convirtiendo a Uruguay en el segundo país latinoamericano y 12.º en el mundo en aprobar el matrimonio entre personas del mismo sexo. La ley aprobada fue redactada por el Colectivo Ovejas Negras con algunas modificaciones realizadas por parlamentarios y parlamentarias.
En junio de 2012, un tribunal judicial en Uruguay reconoció un matrimonio entre personas del mismo sexo extranjero. El fallo también declaró que las leyes locales ya permiten el matrimonio homosexual, aunque no lo digan, y que los uruguayos que se casan en el extranjero pueden ir ante un juez y que su matrimonio sea reconocido en el derecho uruguayo.

## Adopción y familia
La legislación uruguaya reconoce a la familia homoparental y le otorga los mismos derechos que a una heteroparental. Desde la reforma del Código de la Niñez y Adolescencia de 2004, las parejas del mismo sexo pueden adoptar siempre y cuando uno de los integrantes lo haga como soltero, sin embargo se dieron casos de adopción como soltero antes de dicha reforma. 
Desde septiembre de 2009, parejas del mismo sexo unidas mediante una unión civil pueden adoptar en forma conjunta. La ley que permite esto, fue aprobada por la Cámara de Diputados el 28 de agosto de 2009 y por el Senado el 9 de septiembre de 2009. Uruguay fue el primer país en América Latina en permitir que parejas del mismo sexo adopten niños.
17 de un total de 23 senadores votaron a favor del movimiento.
En 2010, le fue otorgada a una pareja de dos hombres la tenencia compartida de dos menores, sentando así un precedente y en marzo de 2012 la magistrada le fue concedida la adopción de una niña dos años a una pareja de mujeres, que tenían 15 años de concubinato reconocidos bajo la Ley de Unión Concubinaria aprobada en 2008.

## Matrimonio
El miércoles 12 de diciembre de 2012, la cámara de diputados de Uruguay aprobó por amplia mayoría el proyecto de ley que habilita el matrimonio entre dos personas, independientemente de su género, identidad de género u orientación sexual.[cita requerida] Además el proyecto incluye otras reformas al Código Civil como el aumento de la edad núbil mínima de 12 años para mujeres y 14 para varones a 16 para ambos, la posibilidad de los padres elegir por mutuo acuerdo el orden de los apellidos de sus hijos, y la causal de divorcio por la “sola voluntad de cualquiera de los cónyuges”, derecho anteriormente reservado exclusivamente a la mujer.
Dicho proyecto ingresó el 26 de diciembre a la cámara de senadores, y su tratamiento fue pospuesto hasta el mes de abril. El 2 de abril de 2013, la cámara de senadores aprobó el proyecto de ley por un total de 23 votos afirmativos contra 8 negativos. Dicho proyecto volverá a cámara de diputados dado que recibió modificaciones.
El miércoles 10 de abril de 2013 la cámara de diputados aprobó las modificaciones y convirtió a Uruguay en el décimo segundo país del mundo en permitir el matrimonio igualitario y el segundo en Latinoamérica, después de Argentina. El 5 de agosto del mismo año la ley entró en vigor y se realizaron las primeras inscripciones de matrimonio igualitario.

## Políticos LGBTI
Según la encuesta de LAPOP de la Universidad Vanderbilt, en 2017 el 79% de los uruguayos está de acuerdo con que los homosexuales puedan postularse a cargos públicos.
En 2017 Michelle Suárez, primera abogada trans, se convirtió en la primera legisladora suplente trans en el país (ejerció entre octubre y diciembre). Asimismo, se convirtió en la primera legisladora transgénero de un cuerpo legislativo del Cono Sur.
En el Partido Nacional se instaló la Secretaría de Diversidad.

## Identidad de género
Según el censo realizado por el Ministerio de Desarrollo Social (2016), en Uruguay hay 853 personas que declararon ser trans, sin 
embargo es probable exista un sub registro, lo que podría elevar dicha cifra. 
De acuerdo a esos datos, el 79% de las personas trans en algún momento ejerció la prostitución y sólo el 1% ha completado el proceso de cambio de sexo (readecuación quirúrgica) 

En 2018 se aprobó un ley integral para personas trans basada en políticas de acción afirmativa, reparación histórica y derechos de los menores trans elaborado por el Mides. La propuesta se aprobó en el Senado con 17 votos a favor (16 frentistas y un independiente) y 12 en contra (todos los blancos y colorados presentes). En la cámara de diputados fue aprobada por 62 votos a favor (a los 50 diputados del Frente Amplio y los 3 del Partido Independiente se sumaron 6 de los 31 diputados del Partido Nacional (Elisabeth Arrieta, Wilson Ezquerra y Edmundo Rosselli (del grupo Mejor País, de los intendentes blancos); Gloria Rodríguez, Gustavo Penadés y Alejo Umpiérrez (Todos), 3 legisladores colorados (Ope Pasquet, Adrián Peña y Valentina Rapela (Ciudadanos, de Ernesto Talvi), el legislador de Unidad Popular Carlos Pérez y el excolorado Fernando Amado contra 26 votos del resto de blancos y colorados presentes. El legislador del Partido de la Gente no se encontraba presente. 
Durante el debate los partidarios de la ley presentaron 60.000 firmas a favor y los detractores 40.000 en contra. Entre noviembre de 2018 y marzo de 2019, los diputados del Partido Nacional, Carlos Iafigliola y Álvaro Dastugue (militantes católico y evangelista respectivamente) recolectaron 69.360 firmas para activar el recurso de referéndum contra la ley. La consulta se realizó el 4 de agosto de 2019 pero no se alcanzó el 25% del padrón electoral, lo que dejó firme la ley.

## Proyectos legislativos
| Ley                                                 | Fecha     | Resultado                                               | Votación | Votación  | Votación  | Votación  |
| Ley                                                 | Fecha     | Resultado                                               | Senado   | Senado    | Diputados | Diputados |
| Ley                                                 | Fecha     | Resultado                                               | A favor  | En contra | A favor   | En contra |
| --------------------------------------------------- | --------- | ------------------------------------------------------- | -------- | --------- | --------- | --------- |
| Ley contra racismo, xenofobia y toda discriminación | 2004      | Aprobado                                                | 18       | 0         | 52        | 4         |
| Ley de Unión Concubinaria                           | 2006/2007 | Aprobado                                                | 17       | 5         | 58        | 6         |
| Reforma que permite adopción homoparental           | 2008/2009 | Aprobado                                                | 17       | 6         | 40        | 13        |
| Ley de Identidad de Género                          | 2009      | Aprobado                                                | 20       | 0         | 51        | 2         |
| Matrimonio Igualitario                              | 2012/2013 | Aprobado                                                | 23       | 8         | 71        | 21        |
| Ley Integral para personas Trans                    | 2018      | Aprobado Propuesta de pre referéndum derogatorio falló. | 17       | 12        | 62        | 26        |

## Movimientos LGTBQ en Uruguay

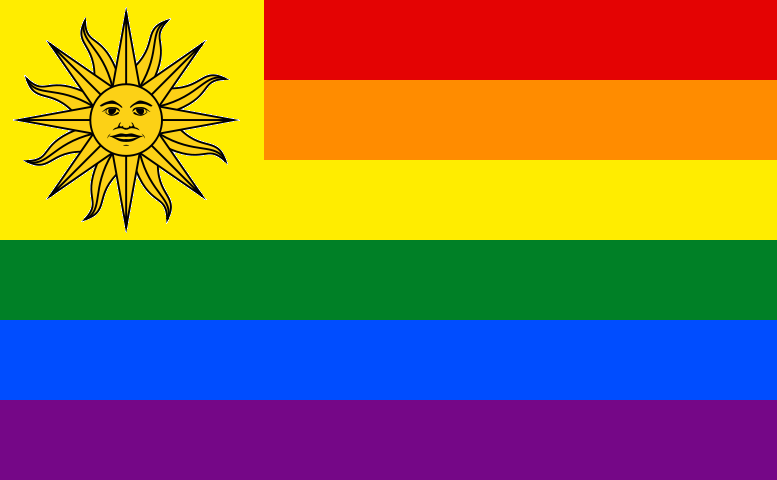
Bandera no oficial del colectivo LGBTI uruguayo.

Uruguay cuenta con una gran cantidad de movimientos políticos y sociales que reivindican los derechos de las personas LGTBQ:
- Colectivo Ovejas Negras
- Colonia Diversa

- Colectivo Binacional (Uruguay y Brasil) Riversidad/ATRU - Rivera.

- Hermanas de la Perpetua Indulgencia (Uruguay)
- Familias LGBTI y homoparentales del Uruguay
- Manos Púrpura de Paysandú
- Área Académica Queer Montevideo
- La Brújula Queer
- Unión Trans del Uruguay
- Más Diversidad Salto
- Migues Diverso (Migues, Canelones, Uruguay)

## Opinión pública
Al igual que en el caso del matrimonio, la opinión pública sobre la adopción por parejas del mismo sexo en Uruguay ha ido ganando apoyo con el transcurso de los años (siguiendo a la renovación generacional), pasando de una desaprobación por amplio margen en 2005 a un apoyo claro en 2013 (momentos en que se aprueba por vía legislativa). El apoyo se muestra fundamentalmente entre votantes jóvenes, universitarios, de centro e izquierda, simpatizantes del Frente Amplio y el wilsonismo en el Partido Nacional y el batllismo en el Partido Colorado, así como en ateos, agnósticos y personas que se auto perciben católicas o "creyentes sin religión" de baja o nula asistencia a servicios religiosos). La desaprobación se aprecia mayormente entre personas de instrucción primaria, evangelistas o protestantes y votantes del Partido Nacional. 
| Consultora                                                                      | Fecha              | De acuerdo | En desacuerdo | No opina/No Sabe |
| ------------------------------------------------------------------------------- | ------------------ | ---------- | ------------- | ---------------- |
| Interconsult (encuesta nacional)                                                | Julio de 2005      | 24%        | 72%           | 8%               |
| Reseach Uruguay (encuesta nacional)                                             | Agosto de 2005     | 29%        | 63%           | 8%               |
| Observatorio de Montevideo (encuesta área metropolitana)                        | 2007               | 38,9%      | 61,1%         |                  |
| Interconsult (encuesta nacional)                                                | 2008               | 35%        | 49%           | 16%              |
| Equipos Mori (encuesta nacional)                                                | Septiembre 2009    | 39%        | 53%           | 8%               |
| Agencia Nacional de Investigación e Innovación-Equipos Mori (encuesta nacional) | Agosto 2013 </ref> | 52%        | 38%           | 10%              |

Encuesta adopción por personas trans.
| Consultora                                                                      | Fecha              | De acuerdo | En desacuerdo | No opina/No Sabe |
| ------------------------------------------------------------------------------- | ------------------ | ---------- | ------------- | ---------------- |
| Agencia Nacional de Investigación e Innovación-Equipos Mori (encuesta nacional) | Agosto 2013 </ref> | 47%        | 41%           | 13%              |

El presidente del INAU, Javier Salsamendi, dijo que no tiene "absolutamente ninguna duda" de que la nueva ley de adopciones permite la adopción por parte de parejas homosexuales. Asegura que tienen las mismas posibilidades que otras parejas. En octubre del año 2010, jueces, abogados y fiscales se reunieron a discutir el nuevo régimen de adopciones. Allí se plantearon las dudas que genera la ley sobre las parejas homosexuales. "No se puede decir ni que sí ni que no lo permite", dijo la abogada Luz Calvo. Para el juez Ricardo Pérez Manrique "hay una actitud timorata de los legisladores". La ley fue promulgada por el Poder Ejecutivo en octubre de 2009 y el tema continúa siendo sujeto de debate.
Los expertos en Derecho Civil Juan Andrés Ramírez y Luz Calvo plantean que, si se autoriza el matrimonio igualitario, se debe legislar en cuanto a si esas uniones podrían adoptar o tener hijos a través de reproducción asistida.
"La ley debe resolver eso y muchas cosas más", expresó Ramírez al diario "El País". Y recordó que en 2007, cuando se aprobó la ley de Unión Concubinaria (Unión Civil), "no se quiso dar el paso de permitir el matrimonio homosexual y solo se estableció la relación patrimonial; tampoco se dijo nada sobre la posibilidad de criar niños".
Según Ramírez "no hay información científica suficiente" sobre la base de la cual los legisladores puedan adoptar una "posición responsable" en relación con determinar si es conveniente que las familias homoparentales tengan niños a su cuidado.
Luz Calvo, dijo que el matrimonio igualitario "es un tema complejo jurídicamente porque en un matrimonio heterosexual se presume que el marido es el padre de la criatura que tiene la mujer".
A juicio de Calvo, "Habría que tratar todo junto para tener una solución global, porque si no una mujer que es lesbiana se puede inseminar y tener un hijo con su pareja mujer, mientras que dos hombres no están en la misma situación"
"Debería regularse si es viable o no la fertilización asistida, cuáles son los parámetros y si se va a permitir o no adoptar a matrimonios del mismo sexo una vez casados", añadió.